# Ferwerderadiel
Ferwerderadiel (neerlandeză Ferwerderadeel) este o comună în provincia Frizia, Țările de Jos. 

## Localități componente
Bartlehiem, Blije, Burdaard, Ferwert, Ginnum, Hallum, Hegebeintum, Jannum, Jislum, Lichtaard, Marrum, Reitsum, Wânswert.